# Longevelle-lès-Russey
Longevelle-lès-Russey – miejscowość i gmina we Francji, w regionie Burgundia-Franche-Comté, w departamencie Doubs.
Według danych na rok 1990 gminę zamieszkiwało 45 osób, a gęstość zaludnienia wynosiła 18 osób/km² (wśród 1786 gmin Franche-Comté Longevelle-lès-Russey plasuje się na 698. miejscu pod względem liczby ludności, natomiast pod względem powierzchni na miejscu 990.).